# Saison 9 de PJ
Chronologie
Saison 8 de PJ Saison 10 de PJ
Cet article présente le guide des épisodes de la saison 9 de la série télévisée PJ (2005).

## Épisode 1:Séquestrations
- Numéro : 86 (9.01)
- Scénaristes : Robin Barataud et Jean Reynard
- Réalisation : Brigitte Coscas
- Première diffusion : 
  -  France : 25 mars 2005 sur France 2
- Invité : Nathalie Dauchez : Martine Berthod, Marie-Isabelle Massot : Isa Ortega, Vincent Navarro : Jérémie, Hajar Mouma : Myriam, Jean-Pierre Becker : Georges, Eric Bonicatto : Fronteau, Nicolas Devanne : Racassier, Cédric Enimie : Ostrovski, Michel Estrade : Bardin, Philippe Paimblanc : René, Nadège Beausson-Diagne : Tina, Sofiane Amokrane : Sofiane, Anne Barrandon : Anne, André Blancard : André, Luc Fouliard : Luc, José Ribera : José, Hassan Koubba : Hassan
- Résumé : L'atelier Saint-Martin est occupé par ses ouvriers. Ils refusent la fermeture de l'entreprise et menacent de déverser des produits toxiques dans le canal Saint-Martin. Lorsqu'une agression se produit contre un des travailleurs, un responsable de la Préfecture de police profite de l'occasion pour faire entrer dans l'usine Agathe et Vincent afin de mener l'enquête, mais surtout pour voir de quels types de produits chimiques disposent les ouvriers. Quand Vincent est surpris fouinant dans l'atelier, les ouvriers décident de séquestrer les deux policiers. D'autre part une jeune baby-sitter débarque affolée, car le jeune Kevin qu'elle devait surveiller s'est fait kidnapper lors d'une promenade au parc.

## Épisode 2:Recel
- Numéro : 87 (9.02)
- Scénariste : Jean-Luc Nivaggioni
- Réalisation : Gérard Vergez
- Première diffusion : 
  -  France : 1er avril 2005 sur France 2
- Invités : Axelle Abbadie : Patricia Morin, Philippe Laudenbach : Monsieur Jouvenot, Julia Vaidis-Bogard : Lana, Laurent Gauthier : Patrick Mertens, Baptiste Le Bars : Samuel Mertens, Gérard Hardy : Père Bonneteau, Jean-Paul Zehnacker : Jean-Marc Lagarde, Rosita Fernandez : Rose Lagarde, Hervé Lassïnce : Karsenti, Farid Fadavi : un revendeur, Nadège Beausson-Diagne : Tina, Sofiane Amokrane : Sofiane, Anne Barrandon : Anne, André Blancard : André, Luc Fouliard : Luc, José Ribera : José, Hassan Koubba : Hassan
- Résumé : Après un appel anonyme et une tentative ratée d'arrestation des passagers d'une voiture suspecte, Nadine et Rayann interpellent le propriétaire d'un garde-meuble. L'homme est soupçonné d'être un receleur qui entreposerait dans ses locaux 25 palettes de cigarettes de contrebande. Par ailleurs, une boutique d'objets en verre a été saccagée et dévalisée. Bernard et Chloé recherchent un certain Patrick Mertens, ancien locataire de Patricia Morin, la propriétaire de cette boutique.

## Épisode 3:Le 119
- Numéro : 88 (9.03)
- Scénaristes : Jeffrey Frohner et Laurent Salgues
- Réalisation : Brigitte Coscas
- Première diffusion : 
  -  France : 8 avril 2005 sur France 2
- Invités : Paul-Alexandre Bardela : Alexis Dupré, Pascal Elso : Michel Dupré, Martine Guillot : L Dupré, Sophie Barjac : Rachel Kaplan, Wilfred Benaïche : Tilt, Flora Djien : Catherine Villemant, Dan Herzberg : Basler, Abdelhafid Metalsi : Lalande, Désirée Olmi : Lise Delatre, Nadège Beausson-Diagne : Tina, Sofiane Amokrane : Sofiane, Anne Barrandon : Anne, André Blancard : André, Luc Fouliard : Luc, José Ribera : José, Hassan Koubba : Hassan
- Résumé : Vincent et Agathe reçoivent un appel téléphonique du 119 (enfance maltraitée). Le centre a pris l'appel d'un jeune garçon battu. Les deux policiers identifient l'enfant comme étant Alexis Dupré et convoquent ses parents, mais l'enfant a disparu. De leur côté, Nadine et Rayann sont témoins d'une agression. Après une courte bagarre, un homme est jeté dans le canal Saint-Martin. La victime, secourue par les deux enquêteurs, leur donne l'identité de son agresseur, un sculpteur. L'interpellation de ce dernier fait apparaître la disparition d'une tablette cunéiforme mésopotamienne volée en Irak.

## Épisode 4:Délit de solidarité
- Numéro : 89 (9.04)
- Scénaristes : Fabienne Facco et Armelle Robert
- Réalisation : Gérard Vergez
- Première diffusion : 
  -  France : 15 avril 2005 sur France 2
- Invités : Pascal Demolon : Benoît Montinel, Stéphane Comby : François, Carole Franck : Jeanne, Jean-Christian Grinevald : Pascal Gourdon, Annie Jouzier : Pénélope/Mireille Gourdon, Thierry Godard : Monsieur Ravalon, Gabriel Hallali : Thomas, Sambou Tati : le mec de Chloé, Carlos Leal : Alain Tescos, Frédéric Maranber : Buhran Tuslaé, Gilles Bellomi : un flic, Sofiane Amokrane : Sofiane, Anne Barrandon : Anne, André Blancard : André, Luc Fouliard : Luc, José Ribera : José, Hassan Koubba : Hassan
- Résumé : Un homme vient avec un petit garçon nommé Thomas accuser le nouvel amant de son ex-femme, Buhran, d'avoir agressé au couteau le petit dans sa chambre pour lui voler sa tirelire. L'interrogatoire de la mère révèle que l'amant est un Kurde recueilli par elle. Bernard et Rayann sont, quant à eux, sur une autre affaire : un restaurateur, Ravalon, a été agressé par un inconnu sorti de sa cave à vin ; celle-ci est saccagée. Un ancien employé, Benoît Montinel, est soupçonné. De plus, une série de gens BCBG ont été surpris dans un camion volé, en plein joyeux ébats sexuels. Quant à Meurteaux, il digère mal la liaison homosexuelle entre Nadine et Tina.

## Épisode 5:Ambitions
- Numéro : 90 (9.05)
- Scénaristes : Corinne Elizondo et Murielle  Magellan
- Réalisation : Christophe Barbier
- Première diffusion : 
  -  France : 22 avril 2005 sur France 2
- Invités : Olivier Claverie : Quintard, Eric Boucher : Docteur Delay, Séverine Debels : Mademoiselle Vollereau, François Feroleto : Lucas Talbot, Pierre Hiessler : Fress, Christophe Laparra : Monsieur Baroit, Catherine Vinatier : Madame Baroit, Nancy Tate : Marie Girard, Nadège Beausson-Diagne : Tina, Sofiane Amokrane : Sofiane, Anne Barrandon : Anne, Luc Fouliard : Luc, André Blancard : André, José Ribera : José, Hassan Koubba : Hassan
- Résumé : Frédéric Kant, un jeune cadre d'un cabinet de gestion du patrimoine, est retrouvé mort d'une overdose sur son lieu de travail. Agathe et Bernard interrogent une secrétaire qui accuse le patron de harcèlement moral sur ses employés. Les deux policiers interrogent un ancien collègue de la victime, Lucas Talbot, qui confirme les dires de la secrétaire. Mais le patron mis en cause accuse Talbot de se droguer lui aussi. D'autre part, un homme, un certain Ossovski, a été agressé en rue et présente de multiples fractures. Il est bien connu des services de police, et est récemment sorti de prison. Un témoin convoqué par Nadine a bien vu l'agresseur.

## Épisode 6:Rage
- Numéro : 91 (9.06)
- Scénariste : Gilles-Yves Caro
- Réalisation : Gérard Vergez
- Première diffusion : 
  -  France : 29 avril 2005 sur France 2
- Invités : Charles Clément : le conseiller de la préfecture de police,  Karine Belly : Estelle Gaudefroy, Corinne Debonnière : la propriétaire de Rita, Arnaud Gidoin : Colas, Christian Bujeau : François Guérin, Jérôme de Lempdes : Merian, Laurence Février : Martine, Valentina Sauca : Mirabella, Georges Fracass : le marchand de chien, Arnaud Simon : Bruno, Marie-Amélie Aubert : Marie-Amélie, Sofiane Amokrane : Sofiane, Anne Barrandon : Anne, José Ribera : José, Luc Fouliard : Luc, Hassan Koubba : Hassan
- Résumé : Une petite fille a contracté le virus de la rage. Chloé et Bernard enquêtent chez sa voisine, propriétaire d'une chienne fox-terrier. L'animal présente les symptômes extérieurs de la maladie, or le certificat de vaccination donné lors de l'achat à l'animalerie est en règle. La personne qui l'a vacciné, une élégante vétérinaire, Estelle Gaudefroy, est convoquée. Une perquisition chez elle montre que beaucoup d'animaux ne sont pas vaccinés. D'autre part, l'appartement d'un responsable de la communication est cambriolé et saccagé. La victime habite un immeuble semi-communautaire habité par des copropriétaires « bobos ».

## Épisode 7:Coupable
- Numéro : 92 (9.07)
- Scénaristes : Corinne Elizondo et Murielle Magellan
- Réalisation : Christophe Barbier
- Première diffusion : 
  -  France : 14 octobre 2005 sur France 2
- Invités : Julien Cafaro : Antoine Couturier, Patrice Thibaud : Monsieur Petiot, Bruno Sanches : Joachim, Marc Brunet : Staruel, Jacqueline Danno : Jocelyne Antoine, Elise Roche : Christine Leroy, Jean-Louis Tribes : Jean-Paul Guérin, Michèle Brousse : Françoise Guérin, Sophie-Charlotte Husson : Hélène Faugier, Patrick Sueur : Monsieur Jaoul, Myriam Moszko : Marielle Blagny, Donatienne Dupont : Cora, Soizic Deffin : la fille de Cora, Laurent Fernandez : Monsieur Fabié, Valérie Moreau : Sophie, Alban Aumard : Thierry, Thang-Long : le voisin, Faouzi Saichi : Cheik Ali
- Résumé : Le client d'un garage agresse le jeune mécanicien Joachim qu'il accuse d'avoir mis en danger sa vie et celle de ses enfants en n'ayant pas mis des pneus neufs à sa voiture, alors qu'il les a payés. Il porte plainte auprès de Rayann et Nadine. Il s'avère que le dernier emploi de ce mécano était dans un garage qui trafiquait des pièces détachées pour voitures. D'autre part, Roger Antoine, un vieux retraité, vient signaler à Vincent la disparition de sa femme, Jocelyne, qui n'est pas rentrée à la maison après avoir rendu visite à leur fille. Or, un agresseur de vieilles dames habite précisément face au logement du vieux couple.

## Épisode 8:En petits morceaux
- Numéro : 93 (9.08)
- Scénariste : Gilles-Yves Caro
- Réalisation : Gérard Vergez
- Première diffusion : 
  -  France : 21 octobre 2005 sur France 2
- Invités : Christophe Aquilon : Chammas, Frédéric Haddou : le père d’Eric, Arnaud Gidoin : Colas, Carole Karemera : Miss, Mariam Kaba : Odile, Faiza Kaddour : Françoise, Mehdi El Glaoui : Jean-Luc Baradel, Pascal Nzonzi : Gilbert, Finnegan Oldfield : Lionel, Marc Uppilirajan : Divakaruni, Marie-Amélie Aubert : Marie-Amélie, Sofiane Amokrane : Sofiane, Luc Fouliard : Luc, José Ribera : José, Anne Barrandon : Anne, Hassan Koubba : Hassan
- Résumé : Une patrouille trouve un corps découpé en morceaux dans un chariot de supermarché tiré par un vieil Africain. Nadine et Bernard enquêtent. Le vieillard leur apprend que la victime se nomme Maurizio Mélita. Les enquêteurs découvrent alors que le vieil homme, Gilbert Moyaké, a en réalité deux femmes, dont l'une entretenait une relation intime avec la victime. Un petit garçon, Éric, est gravement blessé dans une chute dans l'escalier, au siège de l'association « L'Enfance de l'Art ». Les enfants avaient été laissés sans surveillance par une bénévole. Il est possible qu'il ait été poussé par un gamin plus âgé, membre d'une bande extérieure à l'association.

## Épisode 9:Rendez-vous manqués
- Numéro : 94 (9.09)
- Scénariste : Jean-Baptiste Delafon
- Réalisation : Gérard Vergez
- Première diffusion : 
  -  France : 28 octobre 2005 sur France 2
- Invités : Donatienne Dupont : Cora, Sabrina Leurquin : Juliette Letellier, Tayeb Belmihoub : Commissaire Bardon, Lyèce Boukhitine : J F Marat, Nicolas Wanczycki : Thierry Marconnet, Camille Cathudal : Magali, Nicolas Wanczycki : Thierry, Laura Cohen : l’ado, Emmanuelle Bataille : Prune Gagnac, Sofiane Amokrane : Sofiane, Marie-Amélie Aubert : Marie-Amélie, Anne Barrandon : Anne, Luc Fouliard : Luc, José Ribera : José, Hassan Koubba : Hassan
- Résumé : Rayann reçoit l'appel d'un homme qui veut parler au commissaire Bardon, prédécesseur de Meurteaux à la PJ Saint-Martin, d'un viol qui devrait bientôt être commis. L'homme rappelle plusieurs fois, ce qui permet de repérer la cabine d'où il téléphone. De son côté, Bernard reçoit la plainte pour vol de statue, d'une femme d'une quarantaine d'années, Prune Gagnac. Elle avait loué la veille les services d'un stripteaseur, Thierry Marconnet, pour enterrer la vie de jeune fille de son amie Juliette Letellier. Après enquête, il s'avère que Marconnet, qui nie les faits, a déjà été poursuivi pour prostitution dans un bar homosexuel.

## Épisode 10:Parents
- Numéro : 95 (9.10)
- Scénaristes : Robin Barataud et Jean Reynard
- Réalisation : Christophe Barbier
- Première diffusion : 
  -  France : 4 novembre 2005 sur France 2
- Invitée : Michel Scourneau : Robert Tarot, Marie-Christine Orry : Monique Tarot, Eric Boucher : Docteur Belay, Brigitte Boucher : Annie, la femme de José, Judith Davis : Marie-Astrid Chaveau, Raphaël Dewaerseghers : Steeve Fioravanti, Laurent Morel : Stéphane Martin, Géraldine Sorin-Robbe : Sylvie, Philippe Ivancic : Cosmo, Victoria Berbier : la voisine, Nadège Beausson-Diagne : Tina, Sofiane Amokrane : Sofiane
- Résumé : Pendant que Vincent et Agathe font l'amour à l'hôtel du Passage, ils entendent des hurlements. Vincent démarre l'enquête : une fille a fait une overdose de Zarconal, un médicament psychiatrique. Il s'avère que les patrons, monsieur et madame Tarot, acceptent d'héberger des malades mentaux, placés là par leur propre famille. Madame Tarot nie les faits, mais est vite rattrapée par son passé d'infirmière en psychiatrie. D'autre part, un petit garçon a disparu aux abords du canal Saint-Martin. Un SDF, Cosmo, est soupçonné d'être impliqué dans l'affaire, lorsque la mère dit reconnaître un robot, jouet de l'enfant, dans son chariot. Mais les parents se contredisent à propos de la date d'achat du jouet. Enfin, Vincent qui tente de calmer les crises de larmes de l'épouse délaissée d'un collègue, se voit brusquement assailli de fougueux baisers non désirés.

## Épisode 11:Seuls contre tous
- Numéro : 96 (9.11)
- Scénariste : Jean-Luc Nivaggioni
- Réalisation : Gérard Vergez
- Première diffusion : 
  -  France : 11 novembre 2005 sur France 2
- Invités : Judith El Zein : Anne-Marie Henry, Lola Zidi-Rénier : Marine Henry, Catherine Berriane : Ondine Sernat, Frédéric Kontogom : le capitaine Valois, Thierry Rode : Gilbert Chanteux, Meriem Serbah : Docteur Kassis, Louis Gensollen : Nicolas, Julien Favart : Hugo, Charles Monnet : Ludovic, Stéphane Soo Mongo : Bruno Rosso, Marie-Amélie Aubert : Marie-Amélie, Anne Barrandon : Anne, Luc Fouliard : Luc, Nadège Beausson-Diagne : Tina, Sofiane Amokrane : Sofiane
- Résumé : Bernard et Chloé sont chargés par le substitut du procureur d'enquêter sur des IVG suspectes, et notamment sur une adolescente de 14 ans, Marine Henry, qui a eu recours à un avortement anonyme. La mère nymphomane reçoit quantité d'amants chez elle, dont certains s'avèrent dangereux. La fille avoue avoir séduit un des amants maternels. D'autre part, une femme âgée a surpris Ludovic Abgrall, le fils de 17 ans de la famille pour laquelle elle travaille, alors qu'il jouait avec des armes et des explosifs. L'adolescent l'a alors agressée. Rayann, mis sur l'affaire, découvre un garage où on a fabriqué des explosifs et où loge un autre ado, Hugo, grand ami de Ludovic et qui se fait interpeller. La police soupçonne les deux compères de projeter un kidnapping.

## Épisode 12:Délivrance
- Numéro : 97 (9.12)
- Scénaristes : Armelle Robert et Fabienne Facco
- Réalisation : Christophe Barbier
- Première diffusion : 
  -  France : 18 novembre 2005 sur France 2
- Invités : Donatienne Dupont : Cora, Clément Hervieu-Léger : Pascal Lassagne, Renan Carteaux : Ludovic Mintrot, Aïssa Maïga : Marie-Laure Vecchiali, Abdelhafid Metalsi : Lionel Quignard, Bernard Ballet : Paul Quignard, Christophe Grégoire : Sanchez, Jean-Marc Rameau : Gordino, Lionnel Desruelles : le danseur avec Agathe, Marie-Amélie Aubert : Marie-Amélie, Anne Barrandon : Anne, Luc Fouliard : Luc, Sofiane Amokrane : Sofiane, Hassan Koubba : Hassan
- Résumé : Un fils, inquiet à la suite d'une lettre de ses parents annonçant leur intention de se suicider, alerte la police. Arrivés sur place, Bernard et Agathe découvrent l'épouse morte par pendaison et l'époux endormi par des somnifères après avoir raté sa pendaison. D'autre part, un jeune négociateur immobilier, Ludovic Mintrot, vient porter plainte pour vol, coups et blessures perpétrés par deux hommes lors d'une visite immobilière. En fait, il n'ose avouer qu'il a été victime d'un viol. Rayann et Nadine enquêtent.